# Martin Olesen
Martin Olesen Egebjerg (8 ottobre 1995) è un maratoneta danese.

## Palmarès
| Anno | Manifestazione | Sede   | Evento                   | Risultato | Prestazione | Note |
| ---- | -------------- | ------ | ------------------------ | --------- | ----------- | ---- |
| 2019 | Universiadi    | Napoli | Mezza maratona           | 23º       | 1h11'07"    |      |
| 2019 | Universiadi    | Napoli | Mezza maratona a squadre | Bronzo    | 3h30'29"    |      |
| 2022 | Europei        | Monaco | Maratona                 | 60º       | 2h28'08"    |      |
| 2022 | Europei        | Monaco | Maratona a squadre       | 11º       | 7h05'19"    |      |

## Campionati nazionali
2018
- 7º ai campionati danesi di 10 km su strada - 30'24"

2019
- 5º ai campionati danesi, 10000 m piani - 31'32"18
- 7º ai campionati danesi di maratona - 2h21'11"

2020
- 6º ai campionati danesi, 10000 m piani - 30'21"00
- 7º ai campionati danesi, 5000 m piani - 14'47"58

2021
- 4º ai campionati danesi, 10000 m piani - 30'40"00
- 6º ai campionati danesi, 5000 m piani - 14'41"21
- 7º ai campionati danesi, 1500 m piani - 3'56"94
- Oro ai campionati danesi di maratona - 2h22'57"
- 7º ai campionati danesi di mezza maratona - 1h06'29"
- 16º ai campionati danesi di 10 km su strada - 31'07"

2022
- 7º ai campionati danesi di maratona - 2h27'15"
- 6º ai campionati danesi di mezza maratona - 1h05'31"

2023
- Argento ai campionati danesi, 10000 m piani - 30'22"92
- 7º ai campionati danesi di mezza maratona - 1h07'43"

2024
- 5º ai campionati danesi, 5000 m piani - 14'56"80
- 4º ai campionati danesi, 3000 m siepi - 9'33"85
- 7º ai campionati danesi di mezza maratona - 1h06'01"

2025
- Oro ai campionati danesi, 10000 m piani - 31'10"26
- Oro ai campionati danesi di mezza maratona - 1h06'58"
- 12º ai campionati danesi di 10 km su strada - 30'30"

## Altre competizioni internazionali
2017
- 58º alla Maratona di Francoforte ( Francoforte sul Meno) - 2h28'22"
- 12º alla Maratona di Copenaghen ( Copenaghen) - 2h30'13"
- 43º alla Mezza maratona di Copenaghen ( Copenaghen) - 1h09'54"

2018
- 31º alla Mezza maratona di Copenaghen ( Copenaghen) - 1h06'21"

2019
- 64º alla Mezza maratona di Copenaghen ( Copenaghen) - 1h07'56"

2020
- 94º alla Mezza maratona di Barcellona ( Barcellona) - 1h08'17"

2021
- 46º alla Maratona di Valencia ( Valencia) - 2h15'33"
- 22º alla Mezza maratona di Copenaghen ( Copenaghen) - 1h06'29"

2022
- 90º alla Maratona di Valencia ( Valencia) - 2h20'51"
- Bronzo alla Maratona di Hannover ( Hannover) - 2h14'35"
- 26º alla Maratona di Copenaghen ( Copenaghen) - 2h27'15"
- 57º alla Mezza maratona di Copenaghen ( Copenaghen) - 1h05'31"

2023
- 31º alla Maratona di Rotterdam ( Rotterdam) - 2h18'37"
- 40º alla Mezza maratona di Berlino ( Berlino) - 1h05'29"
- 58º alla Mezza maratona di Copenaghen ( Copenaghen) - 1h07'43"

2024
- 87º alla Maratona di Valencia ( Valencia) - 2h16'59"
- 56º alla Mezza maratona di Copenaghen ( Copenaghen) - 1h06'01"
- 78º alla Mezza maratona di Berlino ( Berlino) - 1h10'15"

2025
- 38º alla Mezza maratona di Berlino ( Berlino) - 1h06'58"